# Aylesbury United F.C.
Aylesbury United Football Club là một câu lạc bộ bóng đá có trụ sở tại Chesham, Buckinghamshire, Anh. Câu lạc bộ hiện thi đấu tại Division One Central của Southern League. Đội có sân nhà ở Meadow, Chesham United, sau khi bị đuổi khỏi sân Buckingham Road vào năm 2006.

## Danh hiệu
- Southern League
  - Nhà vô địch Premier Division mùa giải 1987–88
- Isthmian League
  - Nhà vô địch League Cup mùa giải 1994–95
- Delphian League
  - Nhà vô địch mùa giải 1953–54
- Spartan League
  - Nhà vô địch League mùa giải 1908–09
  - Nhà vô địch Western Division mùa giải 1908–09
  - Nhà vô địch Division One West mùa giải 1928–29
  - Nhà vô địch Division One mùa giải 1938–39
- Spartan South Midlands League
  - Nhà vô địch Premier Division Cup mùa giải 2012–13
- Berks & Bucks Senior Cup
  - Nhà vô địch các mùa giải 1913–14, 1985–86, 1996–97, 1999–2000[3]
- Berks & Bucks Senior Shield
  - Nhà vô địch mùa giải 2012–13
- Berks & Bucks Benevolent Cup
  - Nhà vô địch các mùa giải 1932–33, 1933–34, 1952–53, 1953–54[3]